# Avenida Belgrano (Buenos Aires)
La avenida Belgrano es una importante arteria vial de la Ciudad de Buenos Aires, que tiene sentido de circulación oeste-este, al contrario que sus paralelas, avenida de Mayo, Independencia y Rivadavia; atravesando los barrios de Monserrat, Balvanera y Almagro.
Toma el nombre de Manuel Belgrano, patriota argentino del siglo XIX, creador de la bandera nacional. Sus nombres anteriores fueron: Santo Domingo (desde 1774), Pirán (1807), Belgrano (1822), Belgrano; al este y Monserrat al oeste (1845), y definitivamente el nombre actual desde 1862.
Desde la fundación de Buenos Aires en 1580, fue una calle estrecha, como lo son aún hoy en día las vías céntricas de la ciudad. Fue recién en 1904 que la Municipalidad de Buenos Aires decidió proyectar un ensanche que transformara a Belgrano en una avenida en su tramo desde avenida Entre Ríos hasta Paseo Colón, y ordenó que los edificios construidos a partir de esa fecha respetaran el trazado de la futura ampliación. A fines de la década de 1930 finalmente se concretó el ensanche, y surgió la actual avenida Belgrano.

## Recorrido

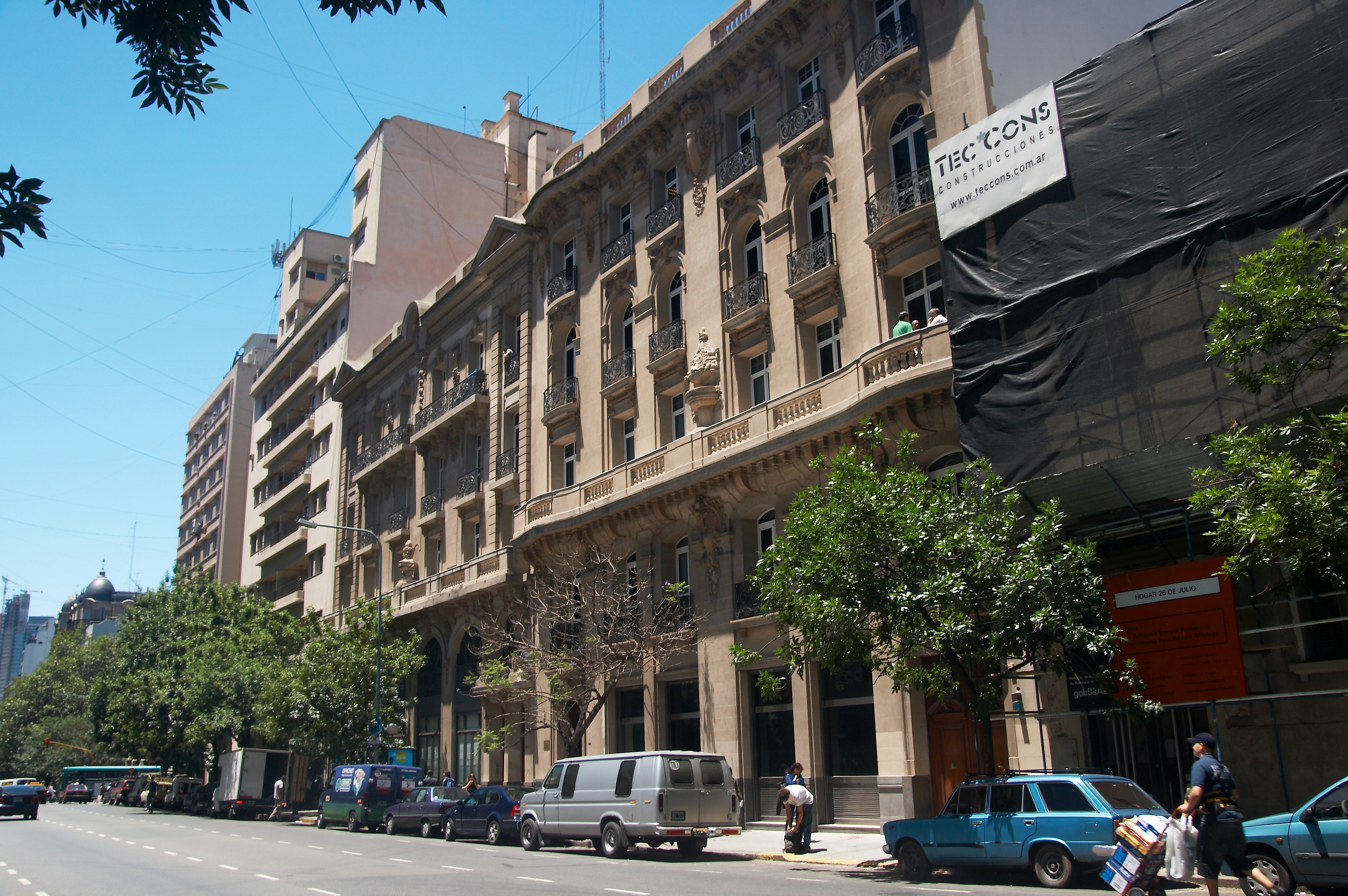
Belgrano al 400.

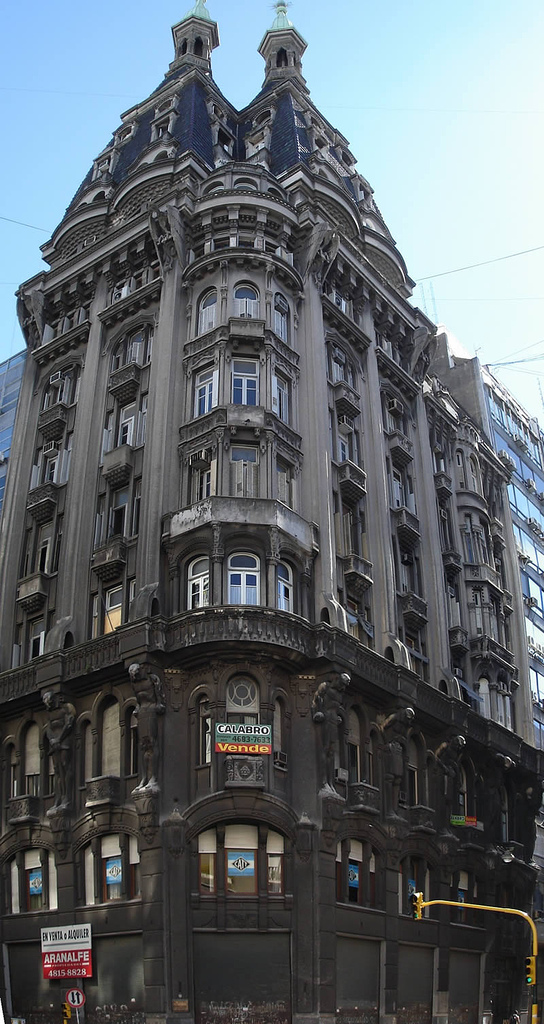
Fachada del edificio Otto Wulff.

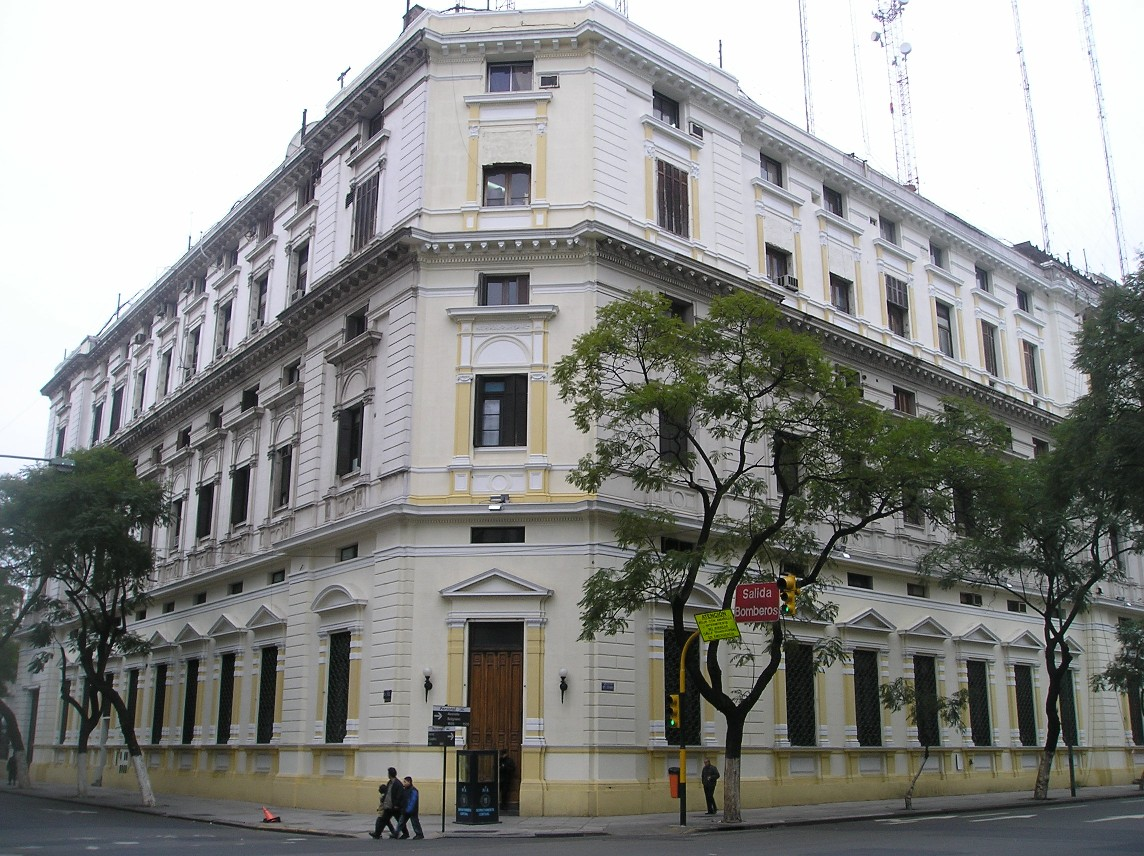
Departamento Central de Policía.

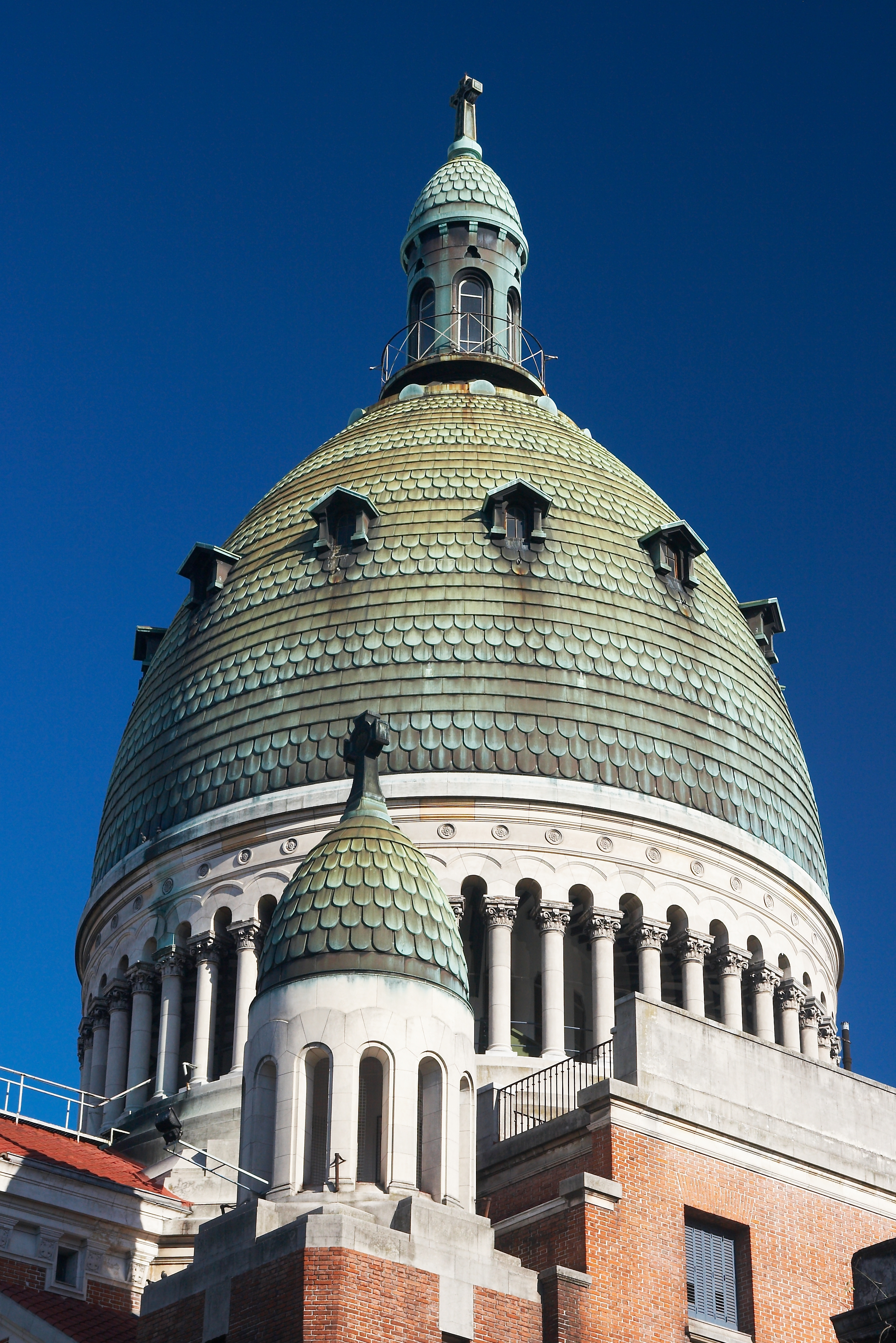
Cúpula de Santa Rosa de Lima.

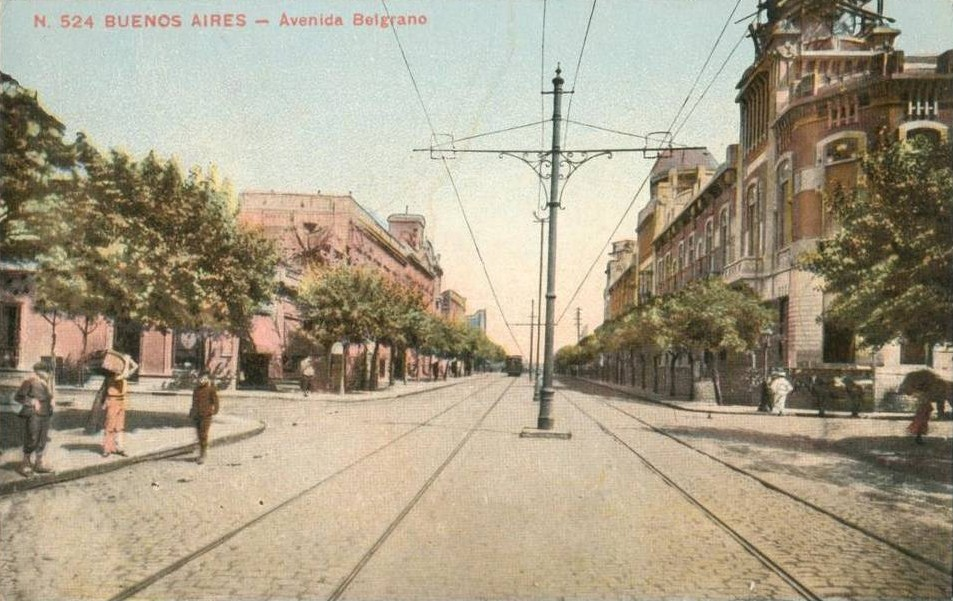
Belgrano y Dean Funes hacia 1908. A la derecha, el Hospital Español.

Nace en la avenida Ingeniero Huergo, entre el Dique 2 y el Dique 3 de Puerto Madero.
A metros de esta avenida, se encuentran el actual edificio de la Aduana, y frente a ella, la plaza Agustín Pedro Justo, originalmente su primera cuadra era de doble mano hasta 2018.
A poco de esto, en la esquina con la avenida Paseo Colón, se encuentra el Teatro Colonial, con entrada sobre la avenida Paseo Colón. Es un edificio de estilo neocolonial inaugurado en 1946 como Casa de las Provincias y Territorios Nacionales. A partir de este punto, la avenida comienza a subir una pendiente, producto de la antigua ribera del Río de la Plata, que llega hasta la calle Balcarce la avenida es de doble mano desde av Paseo Colón hasta Diagonal Sur.
En avenida paseo colon la avenida empieza a ser doble sentido 
A la altura de la actual avenida Belgrano al 230 se encontraba la casa del general de la Independencia Eustoquio Díaz Vélez que fue saqueada por la Mazorca y confiscada como consecuencia de la fallida revolución de los Libres del Sur, y recuperada por su propietario después de la batalla de Caseros.   
Al 350, entre el pasaje 5 de Julio y la calle Defensa, puede apreciarse el convento de Santo Domingo, en el atrio de la misma se encuentra el mausoleo que guarda los restos del general Belgrano, y en la cuadra siguiente, (entre Defensa y Bolívar) está el solar donde se encontraba la casa donde habitaba y también falleciera el nombrado general el 20 de junio de 1820, actualmente está ocupado por un edificio, y sobre su fachada hay una placa recordatoria.
En este tramo de la avenida se destacan algunos edificios residenciales posteriores a 1910, hoy transformados en oficinas.
En Belgrano 575 se construyó en el año 1894 la iglesia Presbiteriana San Andrés del centro. Es una obra de los arquitectos Edwin Merry y Raynes. Su estilo es sobrio y se caracteriza por el uso del ladrillo para decorar la fachada.
En el cruce con la calle Perú, al 691 de la avenida, se encuentra el llamativo edificio Otto Wulf, elaborada obra del art nouveau de la corriente de la secesión vienesa. Es obra del arquitecto danés Morten Rönnow, y fue uno de los edificios más altos de Buenos Aires al momento de su inauguración, en 1914. En su decoración abundan las figuras de la fauna, incluyendo soberbios cóndores, pingüinos, faisanes y lechuzas; pero los destacados son los atlantes que sostienen las estructuras a la altura del primer piso, y las dos torres gemelas con sus puntas que -según se dice- representan a la princesa Sissí y su marido Francisco José I.
En la intersección con Diagonal Sur se encuentran las bocas de entrada a la estación Belgrano del Subte de Buenos Aires, y se destaca el edificio SOMISA, cuya estructura fue realizada íntegramente en acero y fue una pieza de vanguardia en la década de 1970. Dos cuadras más adelante se encuentra la estación Moreno, en el cruce con la Avenida 9 de Julio. 
Con el cruce de diagonal sur la avenida deja de ser doble sentido.
El siguiente sector de avenida Belgrano se caracteriza por su abundante arboleda, que le brinda sombra y belleza a su entorno. También es conocido como el sector comercial donde se concentran históricamente un gran número de casas de muebles, camas y decoración de interiores. A principios del siglo XX, este barrio alojó a buena parte de los inmigrantes españoles de Buenos Aires, hecho que queda reflejado en su arquitectura y sus comercios antiguos.
En Belgrano 1151 se encuentra la iglesia de Nuestra Señora de Monserrat. Inaugurada en 1865, es atribuida al arquitecto Manuel Raffo. En Belgrano 1436 está la Casa Rossello perteneciente al Colegio Nuestra Señora de la Misericordia. En la manzana entre Virrey Cevallos y Presidente Luis Sáenz Peña, está el Departamento Central de la Policía, edificio italianizante del arquitecto Juan Antonio Buschiazzo. En Belgrano 1548 funciona el Colegio Los Robles, y en Belgrano 1746 hay una sede de la Fundación Favaloro.
Luego de la avenida Entre Ríos, entra al barrio de Balvanera, donde se encuentra el Hospital Español en su mano derecha.
Al llegar a la calle Pasco, se puede apreciar la Basílica de Santa Rosa de Lima. Un santuario de estilo románico, proyectado por Alejandro Christophersen con dinero donado por familias de la aristocracia. Se inauguró en el año 1934. En la esquina opuesta está el sanatorio del Centro Gallego de Buenos Aires, una muestra de la fuerte presencia española en esta avenida, obra de los arquitectos Acevedo, Becú y Moreno. En Belgrano 2530 funciona la Clínica Ciudad de la Vida.
La manzana delimitada por Belgrano, La Rioja, Deán Funes y Moreno es ocupada totalmente por el Hospital Español de Buenos Aires. El edificio actual fue proyectado en 1906 en el entonces novedoso estilo modernista catalán, por el arquitecto Julián García Núñez. Pero en la década de 1960 se demolió parte del edificio para construir uno de mayor capacidad, y el conjunto perdió la mitad de su detallada fachada, y con ello su simetría.
En Belgrano 3219 aparece un conjunto de dos altas torres residenciales (Torres De Buenos Aires, identificadas como "Sol" y "Luna"), proyectadas por el estudio Dujovne-Hirsch y sumando 450 unidades de vivienda. Ampliadas luego con la construcción de las torres "Moreno" y "Loria" sobre sendas calles linderas, completando dicho complejo residencial. En la esquina con la avenida Boedo hay una pequeña plazoleta, dos cuadras después (en Castro Barros) deja de ser Avenida Belgrano y pasa a ser calle angosta. En Belgrano 3767 funciona la Escuela Primaria Común "Antonio Bermejo", a cargo del Gobierno de la Ciudad.
Termina su recorrido en la calle Muñíz, a 100 metros de la Avenida La Plata y a 150 de la Avenida Rivadavia, en el barrio de Almagro.

## Cruces importantes y lugares de referencia
A continuación, se muestra un mapa esquemático que resume los principales cruces con otras arterias, plazas y edificios de Buenos Aires.
|  |  | CONTg |

|  |  | exBUE |

|  | RMq | RMKRZ | RMCONTfq |

|  | ARCH | RM |  |

|  | CONTgq | RMKRZ | STRq |

|  | lNAT | RM |  |

|  | RMq | RMKRZ | RMq |

|  |  | RM |

|  |  | RMTEEaq | ENDEeq |

|  |  | RM | CHURCH |

|  | CONTgq | RMKRZ | STRq |

|  |  | RM |

|  | CONTgq | RMKRZ | STRq |

|  |  | RM |

|  | STRl+4 | RMKRZ | STRq |

|  |  | RM |

|  | RMq | RMKRZ | RMq |

|  | BUILDING | RM |  |

|  |  | RM |

|  | CONTgq | RMKRZ | STRq |

|  | ARCH | RM | CHURCH |

|  | STRq | RMKRZ | CONTfq |

|  |  | RM |

|  | RMCONTgq | RMKRZ | RMq |

|  |  | RM |

|  | STRq | RMKRZ | CONTfq |

|  | HOSPITAL | RM |  |

|  | CONTgq | RMKRZ | STRq |

|  |  | RM | CHURCH |

|  |  | RM |

|  | RMq | RMKRZ | RMq |

|  | lNAT | RM |  |

|  | STRq | RMKRZ | CONTfq |

|  | HOSPITAL | RM |  |

|  | CONTgq | RMKRZ | STRq |

|  |  | RM |

|  | STRq | RMKRZ | CONTfq |

|  |  | RM |

|  | STRq | RMKRZ | CONTfq |

|  |  | RM |

|  | STRq | RMKRZ | RMq |

|  |  | STR |

|  | CONTgq | TEEe | STRq |